# 马加内尔
马加内尔，是西班牙加泰罗尼亚巴塞罗那省的一个市镇。总面积13平方公里，总人口233人（2001年），人口密度18人/平方公里。